# هاري بوتير
هاري بوتير (بالإنجليزية: Harry Potter)‏ هو صحفي أسترالي، ولد في 20 يوليو 1941، وتوفي في 8 مايو 2014.